# 岩佐壯四郎
岩佐 壯四郎（いわさ そうしろう、1946年4月 - ）は、日本近代文学研究者、関東学院大学名誉教授。専攻は日本近代文学、比較文学。
島根県生まれ。1969年早稲田大学教育学部国文科卒、1977年早稲田大学大学院文学研究科博士課程単位取得満期退学。1976年山口女子大学講師。1979年関東学院女子短期大学助教授、1998年『抱月のベル・エポック』でサントリー学芸賞受賞、2001年関東学院大学文学部教授。

## 著書
- 『世紀末の自然主義 明治四十年代文学考』（有精堂出版（新鋭研究叢書） 1986年）
- 『抱月のベル・エポック 明治文学者と新世紀ヨーロッパ』（大修館書店 1998年）
- 『日本近代文学の断面 1890-1920』（彩流社 2009年）
- 『島村抱月の文藝批評と美学理論』早稲田大学出版部、2013

## 参考
- J-GLOBAL 研究者情報